# 김영오 (1940년)
김영오(金永五, 1940년 3월 21일 ~ , 울산광역시)는 대한민국의 정치인이다. 제2대 부산광역시의원, 제33·36·37대 부산광역시 서구청장을 지냈다.

## 학력
- 부산대학교 정치외교학과 졸업

### 비학위 수료
- 부산대학교 대학원 행정학과 석사 졸업

## 경력
- 부산직할시 공무원 교육원장
- 부산직할시의회 사무처장
- 부산광역시 감사실장
- 1994.01 ~ 1995.06 제33대 부산직할시 서구청장
- 1996.07 ~ 1998.04 제2대 부산광역시의회 의원
- 1998.07 ~ 2002.06 제36대 부산광역시 서구청장
- 2002.07 ~ 2006.06 제37대 부산광역시 서구청장

## 역대 선거 결과
|  | 30.27% |

|  | 0% |

|  | 47.28% |

|  | 100.00% |

|  | 40.55% |